# Pontevedra
För andra betydelser, se Pontevedra (olika betydelser).
Pontevedra (galiciskt uttal: [ˌpontɪˈβɛðɾɐ], spanskt uttal: [ponteˈβeðɾa] ( lyssna)) är en stad och kommun i den autonoma regionen Galicien i nordvästra Spanien. Staden ligger vid floden Lérez, cirka 50,5 kilometer söder om Santiago de Compostela. Pontevedra är huvudort i provinsen med samma namn. Kommunen har 83 077 invånare (2024), på en yta av 118,47 km².